# Ecnomocephala townesi
Ecnomocephala townesi är en stekelart som beskrevs av Gibson 1995. Ecnomocephala townesi ingår i släktet Ecnomocephala och familjen hoppglanssteklar. Inga underarter finns listade i Catalogue of Life.